# 山口県道330号祝島線
山口県道330号祝島線（やまぐちけんどう330ごう いわいしません）は、山口県熊毛郡上関町を通る一般県道である。

## 概要
熊毛郡上関町の祝島を通る。

### 路線データ
- 起点：熊毛郡上関町大字祝島
- 終点：熊毛郡上関町大字祝島

## 歴史
- 1975年（昭和50年）5月6日 - 山口県告示第452号により認定される。
- 1994年（平成6年）3月29日 - 山口県告示第258号により路線変更が行われる。

## 地理

### 通過する自治体
- 熊毛郡上関町

### 沿線
- 上関町立祝島小学校
- 上関町立祝島中学校
- 祝島郵便局
- 上関町役場 祝島支所